# North Bay (Ross-Insel)
Die North Bay (englisch für Nordbucht) ist eine kleine Bucht an der Westküste der antarktischen Ross-Insel. Sie liegt auf der Nordseite des Kap Evans.
Teilnehmer der Terra-Nova-Expedition (1910–1913) unter der Leitung des britischen Polarforschers Robert Falcon Scott, deren Basislager sich am Kap Evans befand, gaben ihr ihren deskriptiven Namen.